# Рольовики

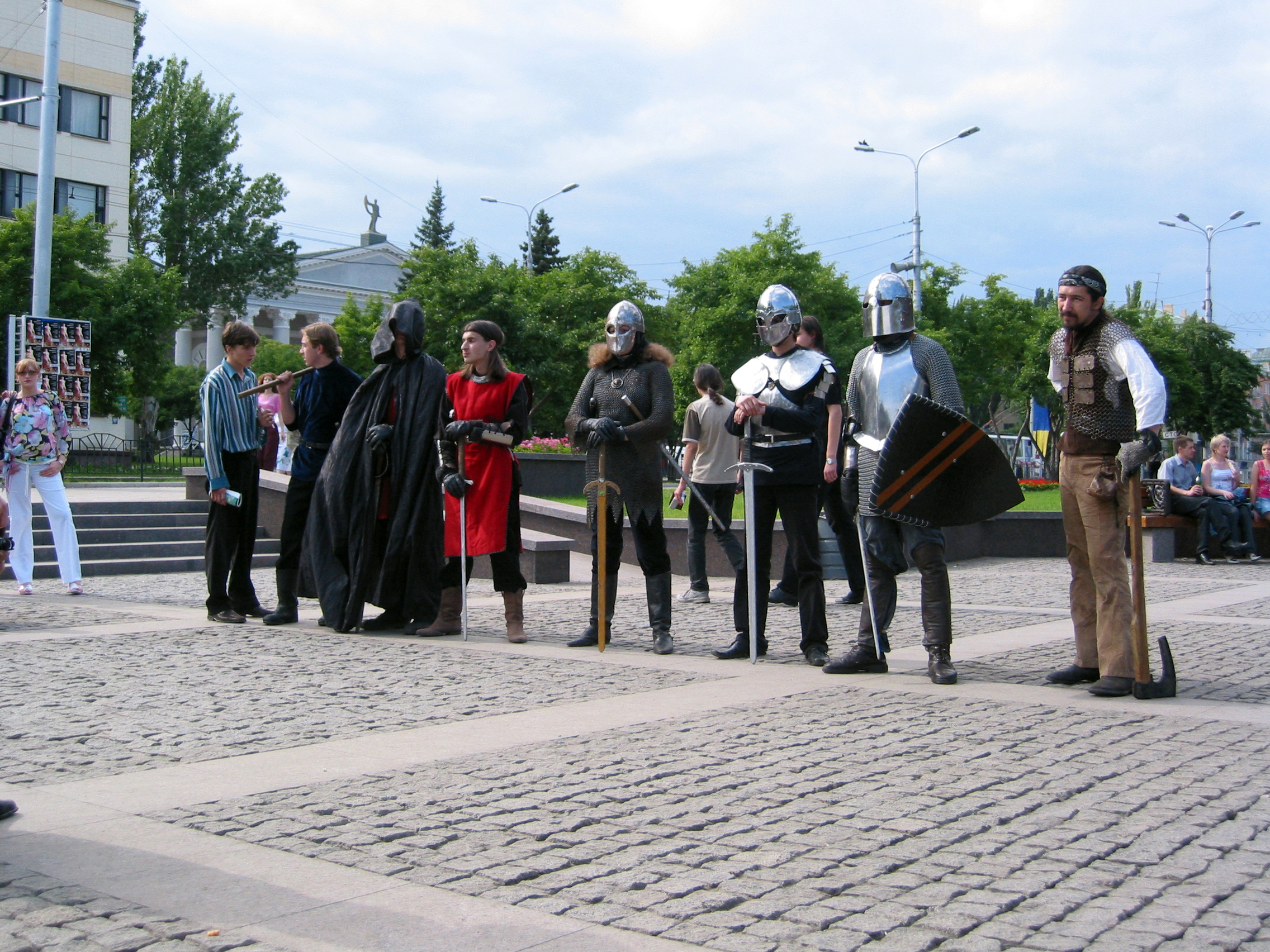
Донецький клуб «Міфріл»

Рух рольових ігор (PРІ), Рольовий рух, Рольовики, Косплей - неформальна спільнота людей, що грають в різні рольові ігри, в першу чергу рольові ігри живої дії. Спорідненими до рольового руху є історичні реконструкції, толкіністи, хардболи, страйкболісти і пейнтболісти; зокрема косплей. Рольовий рух виділяють і як хобі, і як субкультуру, для якої характерний свій жаргон, музика (див. менестрелі), література (в основному фентезі та манґа) та інші характерні елементи єдиної культури.
Рольовий рух в Україні та СРСР виник у 1980-ті роки на базі Клубів Любителів Фантастики.
Крім рольових ігор, рольовики збираються на Рольові Конвенти - короткочасні збори, присвячені інформуванню гравців про ігри майбутнього сезону, обговоренню минулих ігор, неформальному спілкуванню. На конвентах проходять турніри з історичного фехтування, фото і художні виставки, концерти авторів-виконавців ігрової пісні, театральні постановки, відеопокази.
Нині існують критики цього терміна. Виходячи з того, що слово «рух» у цьому контексті розуміється як спільність людей, що мають деяку мету, вони говорять про те, що цей термін приносить неправильний сенс у розуміння рольових ігор громадськістю, оскільки вони є самоціллю і не переслідують жодних політичних, соціальних чи інших цілей.

## Рольовики в мистецтві

### У літературі
- Фолькерт Іван (Джоні) - «Казки Темного Лісу»
- Яна Тимкова - "Повість про Кам'яному Хлібі"
- Андрій Леонідович Мартьянов - «Зірка Заходу», цикл історико -фантастичних романів «Вісники Піру»
- Межавторскій цикл "Рольовики"
- Євген Лукін - "Що наше життя"

### У кіно
- Доросла несподіванка
- Суперменеджер, або Мотика долі
- Боягузливе серце
- Геймери 1,2
- Лицарі королівства крутизни (Knights of Badassdom)
- Реальні упирі (What we do in the shadows)

## Див також
- Рольова гра живої дії
- Історичні реконструктори
- Рольова гра
- Менестрелі (рольові ігри)
- Публічна історія
- Косплей